# Jean-Chrétien de Macheco de Prémeaux
Jean-Chrétien de Macheco de Prémeaux (* 15. Mai 1697 in Dijon; † 28. November 1771 in Château-l’Évêque) war Bischof von Périgueux.

## Leben
Jean-Chrétien de Macheco de Prémeaux war der jüngere Bruder des Bischofs von Couserans, Jean-François de Macheco de Prémeaux. Er war Generalvikar der Erzdiözese Sens, als er im Dezember 1731 von König Ludwig XV. zum Bischof von Périgueux ernannt wurde. Am 3. März 1732 präkonisiert, wurde er am 25. Mai 1732 geweiht. Mit Dekret vom 8. September 1743 ernannte ihn König Ludwig zum Nachfolger des verstorbenen Erzbischofs von Bordeaux, François-Honoré de Maniban (1684–1743), und Metropoliten der Kirchenprovinz Bordeaux, zu der das Bistum Périgueux-Sarlat gehört, jedoch wollte Mgr Macheco de Prémeaux seine Herde nicht verlassen und lehnte ab. Statt seiner ging im folgenden Jahr sein designierter Nachfolger in Périgeux, Louis-Jacques d’Audibert de Lussan, nach Bordeaux.
Bischof Macheco de Prémeaux starb am 28. November 1771 in Château-L’Evêque und wurde in der Kathedrale von Périgueux beigesetzt. Im November 1854 wurde sein Grab bei Bauarbeiten wiederentdeckt und seine sterblichen Überreste am 24. Januar 1855 von seinem Nachfolger Georges-Massonnais erneut feierlich beigesetzt.